# Primitive Wars
Primitive Wars (рус. Доисторические войны) — компьютерная стратегическая игра, выпущенная в 2002 году.

## Сюжет
Когда-то очень давно, на Юрском острове жили несколько племен, постоянно воевавших между собой. Но нашёлся один воин по имени Рувата, который благодаря своей силе и доблести объединил Юрский остров. Наступил долгожданный мир, в котором жили Первобытные и Эльфы. Но после смерти Руваты на острове появились Демоны и племя Тиранос и началась война.

## Фракции
- Первобытные — живут племенами, почитая своего Вождя, как бога. Лидер — Аль-Фатур.
- Демоны — в отличие от других племен, имеющих пункты Здоровья и Магии, Демоны, получают пункты Убийств, уничтожая своих противников. Лидер — Дэка.
- Эльфы — используют магию как в битвах, так и в мирной деятельности. Лидер — Зельвеггер.
- Тиранос — это мутировавшие динозавры. Они обладают способностью принимать свой прежний вид, а также способностью объединения в один сильный юнит. Лидер — Эсир.

## Реакция российской игровой прессы
- Крупнейший российский портал игр Absolute Games поставил игре 70 %. Обозреватель отметил прекрасное звуковое и графическое оформление игры и интересный игровой процесс, вместе с исторической достоверностью. К недостаткам была отнесена устаревшая графика. Вердикт: «Несмотря на некоторые недостатки, у Wizard Soft получился на удивление достойный жизнеспособный проект, обладающий к тому же весомыми достоинствами. И хотя идея использовать ролевые аспекты не нова, в PW они, пожалуй, получили весьма удачную сбалансированную реализацию. Именно такими должны быть правильные клоны — в первую очередь, не вызывающими отвращения при употреблении слова, ставшего клеймом. .».[1]
- Журнал Страна Игр поставил игре 7,0 баллов из 10-ти. Вердикт: «Классическая RTS. По крайней мере, не хуже остальных — жаль только, что она не вышла лет эдак пять назад.» [2]